# Captain America: Brave New World
Captain America: Brave New World is een Amerikaanse superheldenfilm uit 2025, geregisseerd door Julius Onah. De film is een vervolg op de Disney+-serie The Falcon and the Winter Soldier en is het vierde deel in de Captain America-filmserie en de 35e film in het Marvel Cinematic Universe.

## Verhaal
De film volgt Sam Wilson die nu officieel de rol van Captain America over heeft genomen van Steve Rogers. Thaddeus "Thunderbolt" Ross is daarnaast inmiddels president van de Verenigde Staten geworden en wil dat Sam een nieuw Avengers-team gaat samenstellen. Terwijl Sam hiermee aan de slag gaat, ontdekt hij dat er een complot gaande is om de president te vermoorden. Samen met Joaquin Torres weet Sam hem te redden en realiseren zij zich dat er een lek in het Witte Huis zit.

## Rolverdeling
| acteur                      | personage                                        |
| --------------------------- | ------------------------------------------------ |
| Anthony Mackie              | Sam Wilson / Captain America                     |
| Danny Ramirez               | Joaquín Torres / Falcon                          |
| Shira Haas                  | agent Ruth Bat-Seraph                            |
| Carl Lumbly                 | Isaiah Bradley                                   |
| Xosha Roquemore             | Leila Taylor                                     |
| Jóhannes Haukur Jóhannesson | Davis Lawfers / Copperhead                       |
| William Mark McCullough     | commandant Dennis Dunphy                         |
| Giancarlo Esposito          | Seth Voelker / Sidewinder                        |
| Liv Tyler                   | Dr. Betty Ross                                   |
| Tim Blake Nelson            | Samuel Sterns / Leader                           |
| Harrison Ford               | president Thaddeus "Thunderbolt" Ross / Red Hulk |
| Sebastian Stan              | Bucky Barnes                                     |
| Takehiro Hira               | minister-president Ozaki                         |
| Harsh Nayyar                | minister-president Kapur                         |
| Rick Espaillat              | Franse president                                 |

## Achtergrond

### Ontwikkeling
In het voorjaar van 2021 werd door Marvel Studios de televisieserie The Falcon and the Winter Soldier uitgezonden op streamingdienst Disney+, waarin het personage Sam Wilson klaar gestoomd wordt de nieuwe Captain America te worden. Nadat de laatste aflevering in april 2021 uitgezonden was werd bekend gemaakt dat een nieuwe Captain America-film in de maak was met Marcolm Spellman en Dalan Musson als schrijvers van de film. In augustus werd door Marvel Studios bevestigd dat Anthony Mackie de titelrol als nieuwe Captain America zal gaan vertolken.
Tijdens San Diego Comic Con in juli 2022, werd de film eerst officieel aangekondigd onder de naam Captain America: New World Order met Julius Onah als regisseur. De subtitel "New World Order", die regelmatig gebruikt wordt in de politiek en bij verschillende complottheorieën, werd als controversieel beschouwd. Bijna een jaar later, in juni 2023, werd de titel van de film gewijzigd naar de huidige titel: Captain America: Brave New World.
Tijdens D23 Expo in september 2022 werd bekend dat Danny Ramirez en Carl Lumbly hun rollen uit de serie The Falcon and the Winter Soldier zouden hernemen. Daar werd tevens bekend dat Tim Blake Nelson zijn rol uit de The Incredible Hulk film uit 2008 na al die jaren zal hernemen. In oktober 2022 werd Harrison Ford tevens aan de film toegevoegd als het personage Thaddeus "Thunderbolt" Ross, hij nam hierbij de rol over van acteur William Hurt die eerder dat jaar overleed.

### Productie
Opnames van de film vonden onder andere plaats in Washington D.C. en werden afgerond op 30 juni 2023. Nadat de film tijdens testvoorstellingen niet positief werd ontvangen werd in december 2023 Matthew Orton aan het schrijversteam toegevoegd om nieuw materiaal te schrijven voor geplande heropnames. Deze heropnames vonden uiteindelijk in de zomer van 2024 plaats en duurde 22 dagen. Op 12 juli 2024 werden de eerste publieke bewegende beelden gedeeld in de vorm van een trailer. In de trailer werden de geruchten bevestigd dat het personage Red Hulk zijn opwachting maakt in de film.

## Release en ontvangst
Captain America: Brave New World beleefde op 11 februari 2025 zijn wereldpremière, een dag later werd de film door distributeur Walt Disney Studios Motion Pictures in de Nederlandse en Belgische bioscopen uitgebracht en op 14 februari 2025 in de Amerikaanse bioscopen. Oorspronkelijk stond de geplande releasedatum van 26 juli 2024, deze werd verschoven wegens de SAG-AFTRA-staking van 2023.
De film kreeg gemengde kritieken van de filmcritici, met een score van 51% op Rotten Tomatoes, gebaseerd op 254 beoordelingen.

### Kassaopbrengsten
Captain America: Brave New World ging in de Amerikaanse bioscopen op 14 februari 2025 in première naast Paddington in Peru met de verwachting van een bruto-opbrengst in het vierdaags (Valentijns)openingsweekend van 94 miljoen Amerikaanse dollars in 4105 bioscopen. De film bracht uiteindelijk 100 miljoen dollar op in zijn openingsweekend en eindigde daarmee op de eerste plaats aan de kassa. Op 16 februari 2025 had de film, samen met de opbrengst van 92,4 miljoen dollar in de andere gebieden, een totale opbrengst van 192,4 miljoen dollar.